# Augie Meyers
August „Augie“ Meyers (* 31. května 1940 San Antonio, Texas) je americký klávesista, známý jako člen skupiny Sir Douglas Quintet. Podílel se také na albech Victory Gardens dua John & Mary, Time Out of Mind a Love and Theft Boba Dylana nebo Bad as Me Toma Waitse.